# Dwayne Green
Dwayne Pascal Green (Gorinchem, 3 september 1996) is een Barbados voetballer die als verdediger speelt.

## Carrière
Dwayne Green debuteerde op 12 februari 2016 in de Eerste divisie voor RKC Waalwijk, in de met 1-0 verloren thuiswedstrijd tegen FC Emmen. Op 6 juni 2018 werd bekend dat hij een contract heeft getekend bij FC Dordrecht voor twee jaar met een optie voor nog een extra jaar. Na twee seizoenen maakte hij transfervrij de overstap naar FC Den Bosch.
In de zomer van 2022 werd hij transfervrij overgenomen van SV Spakenburg. Op 4 april 2023 stond hij in de basis in de halve finale van de KNVB Beker. In minuut 59 scoorde hij met een prachtig afstandsschot. Green werd hierbij de eerste amateur ooit die scoorde in de halve finale van de KNVB Beker.

### Statistieken
| Seizoen        | Club           | Land           | Competitie     | Competitie | Competitie | Beker | Beker | Totaal | Totaal |
| Seizoen        | Club           | Land           | Competitie     | Wed.       | Dlp.       | Wed.  | Dlp.  | Wed.   | Dlp.   |
| -------------- | -------------- | -------------- | -------------- | ---------- | ---------- | ----- | ----- | ------ | ------ |
| 2015/16        | RKC Waalwijk   | Nederland      | Eerste divisie | 1          | 0          | 0     | 0     | 1      | 0      |
| 2016/17        | RKC Waalwijk   | Nederland      | Eerste divisie | 3          | 0          | 0     | 0     | 3      | 0      |
| 2017/18        | RKC Waalwijk   | Nederland      | Eerste divisie | 0          | 0          | 0     | 0     | 0      | 0      |
| 2018/19        | FC Dordrecht   | Nederland      | Eerste divisie | 16         | 0          | 0     | 0     | 16     | 0      |
| 2019/20        | FC Dordrecht   | Nederland      | Eerste divisie | 23         | 3          | 1     | 0     | 24     | 3      |
| 2020/21        | FC Den Bosch   | Nederland      | Eerste divisie | 27         | 0          | 0     | 0     | 27     | 0      |
| Carrièretotaal | Carrièretotaal | Carrièretotaal | Carrièretotaal | 70         | 3          | 1     | 0     | 71     | 3      |